# Tauraco persa
Tauraco persa também conhecido por Turaco-de-buffon é uma espécie de ave turaco pertencente à família Musophagidae. Encontram-se desde o sul do Senegal até ao norte de Angola e vivem em florestas das terras baixas. Os turacos-de-buffon são uma espécie aparentemente sedentária e territorial, onde ambos os elementos do casal defendem o território contra possíveis intrusos. No ritual de acasalamento têm por hábito de se alimentarem mutuamente, perseguirem-se entre ramos, erguerem a crista e abrir as asas, mostrando a cor escarlate das mesmas. Alimentam-se essencialmente de frutos, flores e rebentos e medem entre 40 e 43 centímetros. A plumagem é verde no pescoço, peito, abdómen e crista, e verde-azulada na parte superior das asas assim como na cauda. É uma espécie que não se encontra ameaçada nos dias que correm. A espécie foi primeiramente documentada por Carl Linnaeus e 1758.